# Kent Cheng

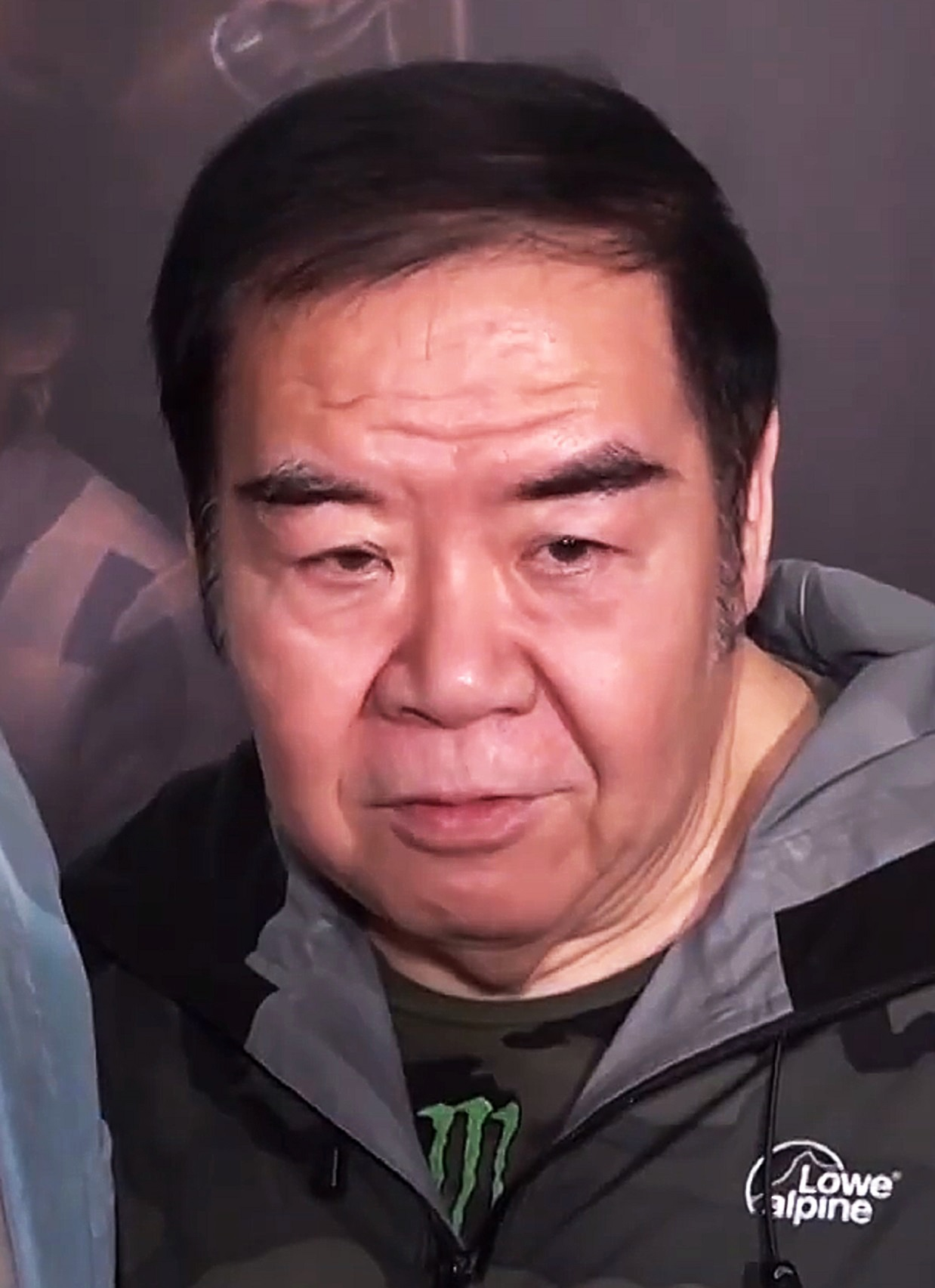
Kent Cheng, 2019

Kent Cheng, auch als Cheng Jak-si (chinesisch 鄭則士 / 郑则士, Pinyin Zhèng Zéshì, Jyutping Zeng6 Zak1si6, kantonesisch Cheng Jak-si; * 22. Mai 1951, Shantou, China) bekannt, ist ein chinesischer Schauspieler und Regisseur aus dem Bereich des Kinos und TVs.
Er gewann zweimal den Hong Kong Film Award im Bereich „Bester Darsteller“. In Deutschland wurde er durch seine zwielichtige Rolle an der Seite von Jackie Chan in dem Actionthriller Hard to Die bekannt. Er trat in unterschiedlichen Produktionen auf, u. a. in Horrorfilmen, Komödien, Dramen, Actionfilmen, Eastern oder Thrillern.

## Leben
Kent Cheng wuchs in ärmlichen Verhältnissen auf und zog als Kind mit Bruder, Schwester und Eltern von der südchinesischen Stadt Shantou nach Hongkong, Anfangs wohnte die Familie in einer einfachen Dachwohnung auf der Tang Lung Street in Wan Chai auf Hong Kong Island. Später zogen sie in eine kleine Sozialwohnung in Wong Tai Sin District um. Kent Cheng wollte bereits als Kind Schauspieler sein. Er musste seinen Jugendtraum jedoch schnell aufgeben. Als ältester Sohn der Familie gab Cheng nach dem siebten Schuljahr die Schule auf, um die familiäre Finanzsituation und die Bildungschancen der Geschwister zu verbessern. Er ging bei einem Juwelierladen in der Nachbarschaft für dreieinhalb Jahre in die Lehre. Nach zehn Jahren Arbeit beim Juwelier mit verhältnismäßig gutem Gehalt und einer sicheren Arbeitsstelle, gab Cheng mit Erlaubnis und Zustimmung der Familie den guten Job auf, ging seinem Traum als Schauspieler nach und lernte dabei in den Anfangsjahren den Schauspielkollegen Chow Yun-Fat und Regisseure wie Johnnie To oder Ringo Lamkennen. Bei seinem preisgekrönten Werk Why Me? 1985 half Chow Yun-Fat sogar in einer kleinen Nebenrolle aus. 1991 heiratete Kent Cheng die Schauspielkollegin Lam Yin-ming (林燕明). Beide haben eine Tochter und ein Sohn, die jedoch keine Interessen haben, in der Unterhaltungs- und Schauspielbranche Fuß zu fassen.

## Karriere
Aufgrund eines Nachwuchswettbewerbs erhielt Cheng 1972 einen Vertrag bei einer lokalen Filmgesellschaft, in der er aber keine Rolle erhielt. 1976 wurde er bei dem privaten Fernsehsender TVB als Schauspieler für Dramen engagiert. Aufgrund seiner Figur spielte er damals meist nur Nebenrollen in den Fernsehproduktionen. Neben seiner regulären Schauspielerei versuchte sich Cheng auch als Regieassistent, um Erfahrung in der Filmproduktion hinter der Kamera zu sammeln. Mit dem Film Beloved Daddy (1984) sammelte Cheng erste Regieerfahrungen. Mr. Smart (1989) war seine erste Produktion, wo er selbst Regie, Drehbuch und Hauptrolle übernahm. Im Jahr 1986 und 1997 gewann er den Preis für den besten männlichen Darsteller des Hong Kong Film Awards für seine Rollen in den Filmen Why Me? (1985) und The Log (1996). Aufgrund der Asienkrise (1997/98) geriet die Filmindustrie der Finanzmetropole Hongkong in den späten 1990er-Jahren in eine schwierige Lage. Die lokale Regierung eröffnete in diesem Zeitraum einen Entwicklungs- und Garantiefonds zur Stärkung und Unterstützung des wichtigen Wirtschaftszweigs der Stadt. Chengs einige Jahre zuvor mit Partnern eröffnetes Filmunternehmen geriet in dieser Periode ebenfalls in finanzielle Schwierigkeiten und musste erfolglos schließen.

## Filmografie (Auswahl)

### Kino
| - 1974: Heroes Two - 1979: Money Trip - 1981: The Sweet and Sour Cops - 1981: The Club - 1981: Emperor and His Brother - 1982: The Sweet and Sour Cops Part II - 1982: He Lives by Night - 1982: The Man from Vietnam - 1982: The Perfect Match - 1983: Give Me Back - 1984: Crazy Kung Fu Master - 1984: Beloved Daddy - 1985: Why Me? - 1986: Lucky Stars Go Places - 1986: United We Stand - 1987: Heartbeat 100 - 1988: The Beloved Son of God - 1988: Walk on Fire - 1989: The Fortune Code - 1989: Mr. Smart - 1990: Dragon in Jail - 1990: The Magic Amethyst - 1990: Spooky Family II - 1991: Lethal Contact - 1991: To Be Number One - 1991: Once Upon a Time in China | - 1993: A Roof with a View - 1993: Man of the Times - 1993: Hard to Die - 1993: Hero of Hong Kong 1949 - 1993: Lord of East China Sea - 1993: Lord of East China Sea 2 - 1993: The Kidnap of Wong Chak Fai - 1993: Flirting Scholar 2 - 1993: Cohabitation - 1993: Run and Kill - 1994: Mermaid Got Married - 1996: The Log - 1996: Wong Fei Hung Series - 2003: Happy Go Lucky - 2007: Flash Point – Dou fo sin - 2008: Run Papa Run - 2008: Out of Control - 2010: Ip Man 2 - 2011: Sleepwalker - 2012: Good-for-Nothing Heros - 2014: Who is Undercover - 2015: Return of the Cuckoo - 2015: Ip Man 3 - 2019: Ip Man 4: The Finale - 2020: I Corrupt All Cops 2 |

Quelle: Hong Kong Movie Database